# Dicladanthera
Dicladanthera es un género de plantas con flores perteneciente a la familia Acanthaceae. El género tiene 2 especies de hierbas, nativas del oeste de Australia.

## Taxonomía
El género fue descrito por Ferdinand von Mueller y publicado en Fragmenta Phytographiæ Australiæ 12: 23. 1882. La especie tipo es: Dicladanthera forrestii

## Especies deDicladanthera
- Dicladanthera forrestii
- Dicladanthera glabra